# Tiroteo de Colorado Springs de 2015
El tiroteo de Colorado Springs de 2015 fue un tiroteo y enfrentamiento de cinco horas con la policía ocurrido el 27 de noviembre de 2015 en una clínica de planificación familiar de Planned Parenthood en Colorado Springs, Colorado. Un policía y dos civiles murieron. Cinco agentes de policía y cuatro civiles resultaron heridos. El tirador, identificado como Robert Lewis Dear, fue capturado vivo después de que la policía lo convenciera de rendirse.
El atacante Robert Lewis Dear Jr., fue arrestado, acusado en un tribunal estatal de asesinato en primer grado y ordenó retención sin fianza. En las comparecencias ante el tribunal, Dear interrumpió repetidamente los procedimientos, hizo declaraciones afirmando su culpabilidad (aunque no entró en una súplica formal), y expresó antiaborto y puntos de vista anti-Planned Parenthood, llamándose a sí mismo "un guerrero para los bebés". También afirmó su deseo de actuar como su propio abogado en el caso penal en su contra. Las evaluaciones de competencia mental posteriores ordenadas por el tribunal estatal determinaron que Dear era delirante. 
El juez que preside el caso estatal dictaminó en mayo de 2016 que Dear era incompetente para ser juzgado
y ordenó su internamiento indefinido en un hospital psiquiátrico estatal de Colorado, donde ha permanecido desde entonces. En 2018, el tribunal dictaminó que Dear sigue siendo incompetente para ser juzgado. En diciembre de 2019, se presentaron cargos federales separados contra Dear.
El incidente atrajo comentarios de los movimientos contra el aborto y los aborto-derechos, así como de líderes políticos. Este fue el segundo de dos tiroteos en Colorado Springs en menos de un mes; el primero ocurrió 28 días antes que dejó cuatro víctimas (incluyendo el perpetrador).

## Cronología

### Tiroteo
Las fuerzas de la ley respondieron a un informe de un tirador activo en una clínica de Planned Parenthood en Colorado Springs aproximadamente a las 11:38 a. m. MST. De acuerdo con el Departamento de Policía de Colorado Springs, el hombre armado abrió fuego en el exterior o cerca de la clínica antes de pasar por dentro. El personal en el interior de la clínica trasladó a la gente fuera de la sala de espera, y cerró una puerta de seguridad. Conforme oficiales que respondieron se acercaron al edificio, el tirador disparó contra ellos, hiriendo a varios. El enfrentamiento continuo durante cinco horas. Los informes iniciales describieron al pistolero como «usando ropa de caza y armado con un arma larga».
En el momento del incidente, veinte disparos habrían sido efectuados dentro de los primeros cinco minutos. La policía rodeó la zona, y las tiendas cercanas fueron cerradas.

### Enfrentamiento y arresto
Durante el enfrentamiento, los oficiales que ingresaron dentro de la clínica gritaron para comunicarse con el tirador, intentando persuadirlo de que se rindiera. Pasado un tiempo accedió, lo que resultó en su detención a las 4:52 p. m. Después de la detención, la policía comenzó a buscar en el edificio, así como el coche del tirador, posibles explosivos. El pistolero fue posteriormente identificado como Robert Lewis Dear, un hombre de 57 años de edad de Carolina del Norte. De acuerdo con un funcionario policial de alto nivel que no dio su nombre, Dear dio una entrevista «incoherente» después de su detención, en un momento de la cual dijo «No hay más partes de bebé», ampliamente visto como una referencia a la controversia respecto a unos vídeos encubiertos de Planned Parenthood. El funcionario añadió que Dear «dijo un montón de cosas» en esa entrevista, y las autoridades no pudieron identificar claramente una motivación específica.

## Víctimas
El oficial Garrett Swasey, de 44 años, estaba casado y era padre de dos hijos. Antes de incorporarse a la fuerza de policía de Colorado Springs, era un joven patinador artístico y bailarín de hielo de nivel nacional. Ke'Arre M. Stewart, un veterano de la Guerra de Irak, estaba casado y con un hijo. Jennifer Markovsky era madre de un hijo y una hija. Otras víctimas, que comprenden cinco policías y cuatro civiles, fueron también heridos. Todos fueron ingresados en hospitales del área local y se recuperaron.

## Tirador
Robert Lewis Dear, Jr., de 57 años de edad en el momento de su detención, nació en Carolina del Sur y pasó la mayor parte de su vida en las Carolinas antes de trasladarse a Hartsel, Colorado en 2014, donde vivió en una casa rodante. Trabajaba como un comerciante de arte independiente, viviendo en una sucesión de remolques y cabinas antes de trasladarse a Colorado.
En mayo de 1991, fuer arrestado y condenado en Charleston, por el porte ilegal de un "cuchillo largo y la posesión ilegal de una arma de fuego cargada. Una mujer que estuvo casada con Dear entre 1985 y 1993 le dijo a NBC News que Dear se había dirigido antes a una clínica de Planned Parenthood, poniendo pegamento en sus cerraduras, y tenía un historial de comportamiento violento. En el documento de la corte para su divorcio de 1993, su exesposa dijo: "Él afirma ser un cristiano y es extremadamente evangelístico, pero no sigue la Biblia en Él dice que mientras crea que será salvo, él puede hacer lo que le plazca. Está obsesionado con el mundo que viene a un fin." Dear escribió en un foro de Internet sobre marihuana: "Vuélvanse a JESÚS o quémense en el infierno [...] DESPIERTEN PECADORES USTEDES NO PUEDEN SALVARSE USTEDES MORIRÁN Y LOS GUSANOS SE COMERÁN SU CARNE, AHORA SU ALMA VA A ALGÚN LADO". También publicó notas en el mismo foro describiendo su propio consumo de marihuana y afirmando que estaba buscando mujeres con las que "ir de fiesta".
The New York Times también informó que "[una] cantidad de personas que conocían al Sr. Dear dijeron que era un firme oponente al aborto", que "[una] persona que habló con él extensamente sobre sus puntos de vista religiosos dijo [que] el Sr. Dear [...] había elogiado a las personas que atacaban a los proveedores de servicios de aborto, diciendo que estaban haciendo 'la obra de Dios'", y que "[e]n 2009, [...] el Sr. Dear describió como 'héroes' a los miembros del Ejército de Dios, un grupo vagamente organizado de extremistas contra el aborto que se ha atribuido la responsabilidad de una serie de asesinatos y atentados con bomba".
La exesposa de Dear dijo que él era profundamente religioso, pero que tenía conflictos, y que probablemente atacó a la clínica debido a sus actividades relacionadas con el aborto.

## Investigación
La policía dijo el 29 de noviembre que las órdenes de arresto relacionadas con el caso contra Dear se sellaron porque la investigación estaba activa y que, en consecuencia, la información sobre la cronología de los hechos, el motivo del sospechoso y el arma utilizada no se divulgaría "en este momento". " Según un alto funcionario policial anónimo, citado por primera vez por NBC News, Dear dio una entrevista "incoherente" después de su arresto en el que dijo en un momento: "No más partes de bebés", una declaración que se ha visto como una referencia a la controversia de los videos encubiertos de Planned Parenthood 2015. El funcionario no identificado agregó que Dear "dijo muchas cosas" en su entrevista con la policía indicando que los tiroteos fueron "definitivamente motivados políticamente" y que en la entrevista Dear había expresado puntos de vista antiabortistas y antigubernamentales. También se alega que Dear hizo declaraciones sobre el presidente Barack Obama en el curso de los acontecimientos, lo que llevó al Servicio Secreto de EE. UU. a enviar agentes para evaluar los comentarios y entrevistarlo.
Según un funcionario cercano a la investigación, Dear le preguntó al menos a una persona cómo llegar a las instalaciones de Planned Parenthood antes del tiroteo, lo que, según NBC News, ofreció "la sugerencia más clara hasta ahora de que estaba apuntando a la organización de salud reproductiva".

## Procedimientos legales

### Cargos estatales
El 30 de noviembre de 2015 Dear fue acusado de asesinato en primer grado y compareció ante el tribunal (a través de un video de la Cárcel del Condado de El Paso) y se ordenó su detención sin derecho a fianza. Si es declarado culpable, enfrentaría cadena perpetua o la pena de muerte (aunque Colorado abolió la pena de muerte en 2020, la legislación no fue retroactiva). Dear fue designado un defensor público: Daniel King, el mismo abogado que representó a James Eagan Holmes, el autor convicto de la Masacre de Aurora de 2012. A pedido de los fiscales, el juez ordenó sellar los documentos judiciales relacionados con la investigación. El caso se presentó en el Cuarto Distrito Judicial de Colorado ante el juez Gilbert Anthony Martínez.
Al comparecer ante el tribunal el 9 de diciembre para ser acusado formalmente de 179 cargos de delito grave, incluido el asesinato en primer grado, Dear interrumpió el proceso más de una docena de veces, gritando: "Soy culpable, no hay juicio. Soy un guerrero". para los bebés", luego agregó "¡Proteja a los bebés!". Dear declaró "Matar a los bebés, eso es lo que hace Planned Parenthood" y acusó a sus defensores públicos de conspirar con Planned Parenthood en su contra. El New York Times informó que los "arrebatos de ira, las declaraciones de culpabilidad y las expresiones de política contra el aborto de Dear... parecían despejar cualquier duda sobre su motivación". En la audiencia, Dear también dijo: "Tú no eres mi abogado" y "No me volveré a reunir con él" y dijo "No voy a aceptar evaluaciones de salud mental para que no me pongan droga psicodélicas así que no puedo hablar como el tipo Batman".
En una audiencia en diciembre de 2015, Dear intentó despedir a su defensor público y le dijo al tribunal: "Invoco mi derecho constitucional a defenderme". El juez Martínez ordenó a Dear que se sometiera a una evaluación de competencia mental en un hospital psiquiátrico estatal para determinar si es lo suficientemente competente para tomar la decisión de representarse a sí mismo.

En una audiencia en marzo de 2016, el juez Martínez fijó una audiencia de competencia para el mes siguiente, y el abogado de Dear aconsejó al juez que enviara a su cliente al Instituto de Salud Mental de Colorado en Pueblo, el hospital psiquiátrico estatal donde se hizo la evaluación. En mayo de 2016, el juez Martínez dictaminó que Dear era incompetente para ser juzgado, citando el hallazgo de los expertos de que Dear tiene un "trastorno delirante, tipo de persecución". Martínez ordenó que Dear fuera confinado indefinidamente a un hospital psiquiátrico estatal de Colorado. En febrero de 2018, luego de más evaluaciones por parte de psiquiatras estatales, el juez dictaminó que Dear sigue siendo incompetente para ser juzgado, lo que significa que la acusación permanece en suspenso indefinidamente.

### Cargos federales
A principios de diciembre de 2019 un gran jurado federal emitió una acusación formal de 68 cargos contra Dear: 65 cargos de violación de la Ley de libertad de acceso a las entradas de las clínicas (Ley FACE) y tres cargos de uso de un arma de fuego para asesinar. Dear fue detenido el lunes en el Instituto de Salud Mental del Estado de Colorado en el condado dePueblo, donde ha estado detenido desde que un tribunal estatal lo declaró mentalmente incompetente para enfrentar un juicio por cargos estatales en mayo de 2016. En una audiencia de declaración de culpabilidad, Dear, quien admitió haber sido el tirador, volvió a tener varios arrebatos, volvió a insistir en que era competente para ser juzgado y se quejó de haber estado retenido "en el manicomio durante cuatro años"." Fiscales federales solicitó que Dear se sometiera a una nueva evaluación de competencias.

## Reacciones
El FBI y la Agencia de Alcohol, Tabaco, Armas de Fuego y Explosivos fueron llamados a ayudar en la investigación y el presidente de los Estados Unidos Barack Obama fue informado sobre el incidente. Como respuesta de precaución al tiroteo, seguridad adicional fue asignada a las clínicas de Planned Parenthood en las ciudades de Nueva York y Denver.
Vicki Cowart, Presidente de Planned Parenthood de las Montañas Rocosas denunció el incidente como una forma de terrorismo doméstico sin dejar de asegurar que Planned Parenthood continuaría en «la prestación de atención en un ambiente seguro y de apoyo a millones de personas que dependen y confían en ello». Mientras se producía el tiroteo, el congresista republicano Adam Kinzinger exigió que Cowart se disculpara si el autor no era antiaborto.
La fiscal general de los Estados Unidos Loretta Lynch llamó al tiroteo «... no sólo un crimen contra la comunidad de Colorado Springs, sino un crimen contra las mujeres que reciben servicios de salud de Planned Parenthood, fuerzas de la ley que buscan proteger y servir, y otras personas inocentes». El presidente de los Estados Unidos, Barack Obama, dio a conocer un comunicado el 28 de noviembre que destacó más estricta legislación de control de armas.
Algunos políticos estadounidenses y grupos de activistas han descrito el tiroteo como terrorismo doméstico. El alcalde de Colorado Springs John Suthers dijo que «ciertamente parece» que el tiroteo y enfrentamiento fue un acto de terrorismo doméstico. En declaraciones tras el incidente, uno de los candidatos republicanos para presidente, Mike Huckabee, así como la organización NARAL Pro-Choice America, se refirieron al tiroteo como «terrorismo doméstico». El gobernador de Colorado, John Hickenlooper dijo que el tiroteo, al que calificó como «una forma de terrorismo» y otros incidentes violentos, puede ser el resultado de la «retórica incendiaria que vemos en todos los niveles», en referencia al acalorado debate sobre el aborto en los Estados Unidos.
Vicki Saporta, presidenta de la Federación Nacional del Aborto, llamó la atención en particular sobre los videos encubiertos de Planned Parenthood, dos de los cuales fueron filmados en una clínica en Denver, 75 millas al norte de Colorado Springs; estos videos resultaron en una serie de amenazas contra un médico que aparece en los videos.
El FBI emitió una declaración a los organismos encargados de hacer cumplir la ley en septiembre de 2015 advirtiendo que las instalaciones de Planned Parenthood pueden requerir protección contraataques incendiarios del "movimiento extremista pro-vida". Después del tiroteo, algunos departamentos de policía colocaron vehículos de respuesta de emergencia en las inmediaciones de las clínicas de Planned Parenthood.